# Luci Flavi Dextre
Luci Flavi Dextre -llatí: Lucius Flavius Dexter-, o bé Nummi Emilià Dextre -llatí: Nummius Aemilianus Dexter-, va ésser un personatge històric de Bàrcino que va viure a la segona meitat del segle iv. Era cristià, fill de Pacià de Barcelona, que va ésser bisbe de la ciutat. Va ésser prefecte del pretori amb Teodosi I el Gran i va ésser amic de Jeroni d'Estridó, que li dedicà la seva obra De viris illustribus i diu que era historiador i havia escrit un llibre titulat Omnimoda historia.
Al segle xvi, Jerónimo Román de la Higuera va escriure una falsificació històrica, publicada en 1619, que va atribuir a Dextre i que és coneguda com a Cronicó de Dextre, Cronicó del Pseudo-Dextre o Pseudo-Dextre.